# 伊勢鉱
伊勢鉱（いせこう、 Iseite）は、2013年に発表された日本産新鉱物で、東京大学物性研究所の鉱物学者浜根大輔などにより、三重県伊勢市の層状鉄マンガン鉱床から発見された。 化学組成はMn2Mo3O8で、六方晶系。神岡鉱 (Kamiokaite) の鉄をマンガンで置換した種に相当する。発見地の地名から命名された。
亜金属光沢をもつ鉄黒色の結晶で、条痕は黒色。硬度は4-5。
マンガンとモリブデンを含む鉱物としては初めて発見された希少鉱物であり、2013年現在、発見地でしか報告されていない。